# Apsectrotanypus algens
Apsectrotanypus algens är en tvåvingeart som först beskrevs av Daniel William Coquillett 1902.  Apsectrotanypus algens ingår i släktet Apsectrotanypus och familjen fjädermyggor. Inga underarter finns listade i Catalogue of Life.